# Powiat brodzki (II Rzeczpospolita)
Powiat brodzki – powiat województwa tarnopolskiego II Rzeczypospolitej. Jego siedzibą było miasto Brody.
1 lipca 1925 z powiatu radziechowskiego do powiatu brodzkiego przyłączono gminy jednostkowe Ruda Brodzka, Monastyrek Brodzki, Stanisławczyk i Bordulaki.

## Gminy wiejskie w 1934 r.
1 sierpnia 1934 r. dokonano nowego podziału powiatu na gminy wiejskie.
- gmina Jasionów
- gmina Koniuszków
- gmina Leszniów
- gmina Pieniaki
- gmina Ponikowica
- gmina Podkamień
- gmina Stanisławczyk
- gmina Suchowola

## Miasta
- Brody

## Starostowie
- Marian Dyduszyński (kierownik, od 1925 starosta)[3]
- dr Jan Siokała (do IV 1931 → starosta łukowski)
- dr Jan Kaczkowski (od IV 1931[4])
- Grodowski (-1939)[5]